# The Loves of Edgar Allan Poe
Pour plus de détails, voir Fiche technique et Distribution.
The Loves of Edgar Allan Poe est un film américain réalisé par Harry Lachman et sorti en 1942.

## Synopsis
Les histoires d'amour d'Edgar Allan Poe avec d'abord Elmira Royster puis avec sa femme, Virginia Clemm... 

## Fiche technique
- Titre original : The Loves of Edgar Allan Poe
- Réalisation : Harry Lachman
- Scénario : Samuel Hoffenstein et Tom Reed d'après l'histoire Annabel Lee de Bryan Foy (non crédité)
- Dialogue additionnel : Arthur Caesar
- Production : Bryan Foy
- Société de production et de distribution : Twentieth Century Fox
- Photographie : Lucien N. Andriot
- Montage : Fred Allen
- Musique : David Buttolph, Cyril J. Mockridge et Alfred Newman (non crédités)
- Direction artistique : Richard Day et Nathan Juran
- Décorateur de plateau : Thomas Little
- Costumes : Dolly Tree
- Pays d'origine : États-Unis
- Langue : anglais
- Format : Noir et blanc - Son : Mono (Western Electric Mirrophonic Recording)
- Genre : film biographique, drame
- Durée : 67 minutes
- Dates de sortie :
  - États-Unis : 28 août 1942

## Distribution
- Linda Darnell : Virginia Clemm
- Shepperd Strudwick : Edgar Allan Poe
- Virginia Gilmore : Elmira Royster
- Jane Darwell : Mme Mariah Clemm
- Mary Howard : Frances Allan
- Frank Conroy : John Allan
- Harry Morgan : Ebenezer Burling
- Walter Kingsford : T.W. White
- Morris Ankrum : M. Graham
- Skippy Wanders : Poe à 3 ans
- Freddie Mercer : Poe à 12 ans
- Erville Alderson : Burke, le maître
- Peggy McIntyre : Elmira à 10 ans
- William Bakewell : Hugh Pleasant
- Frank Melton : Turner Dixon
- Edwin Stanley : Dr Moran
- George Reed : Mose